# Македонські залізниці

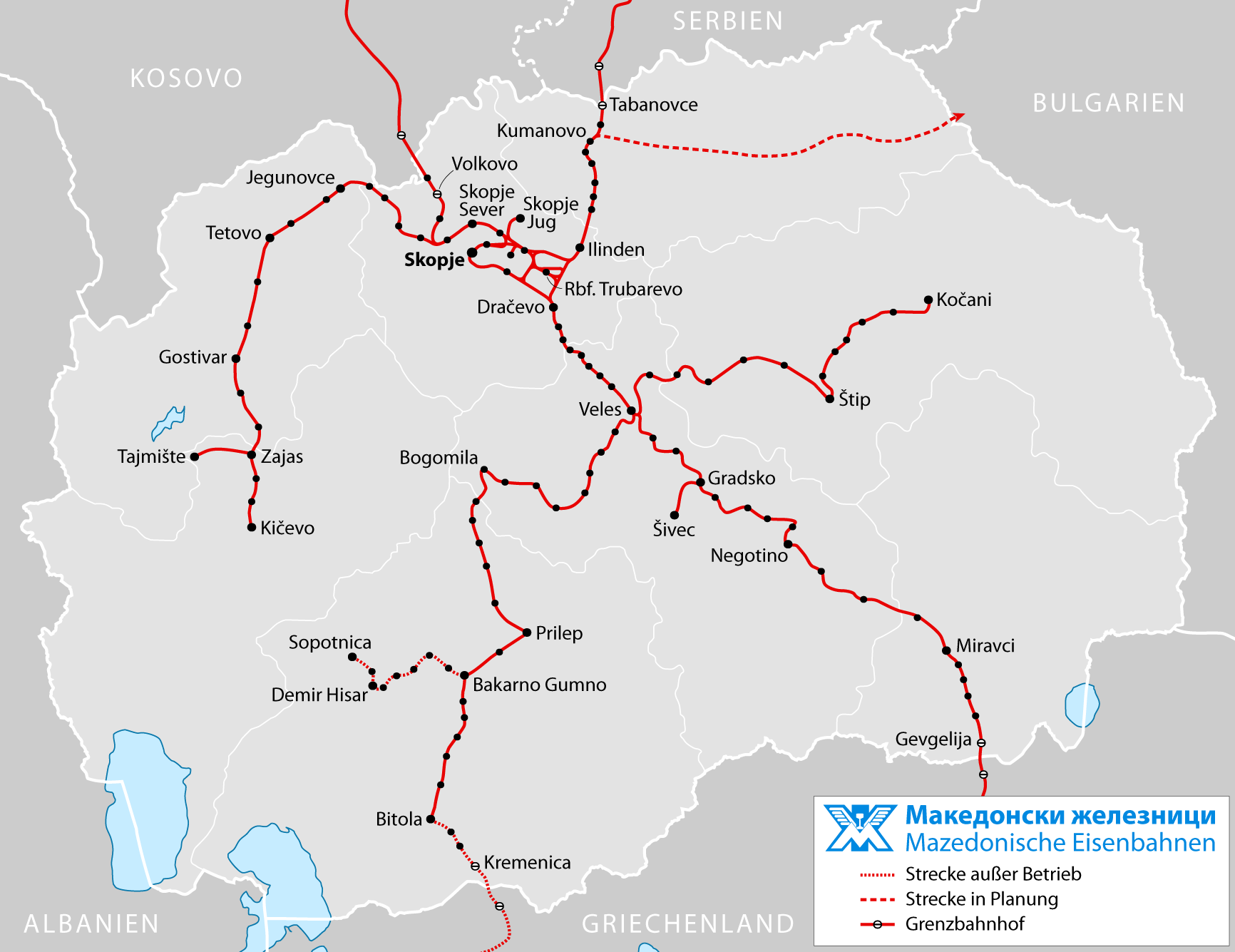
Карта залізниць у Північній Македонії

Македонські залізниці (мак. Македонски Железници) — державна компанія, єдиний залізничний перевізник вантажів і пасажирів залізницями в Північній Македонії.
Північна Македонія є членом Міжнародного союзу залізниць (UIC). Код UIC — 65.
У розпорядженні компанії знаходиться мережа з 925 км залізничних ліній з європейською колією (1435 мм), з них 315 км електрифіковані.
Штаб-квартира компанії — у столиці держави місті Скоп'є.

## Галерея

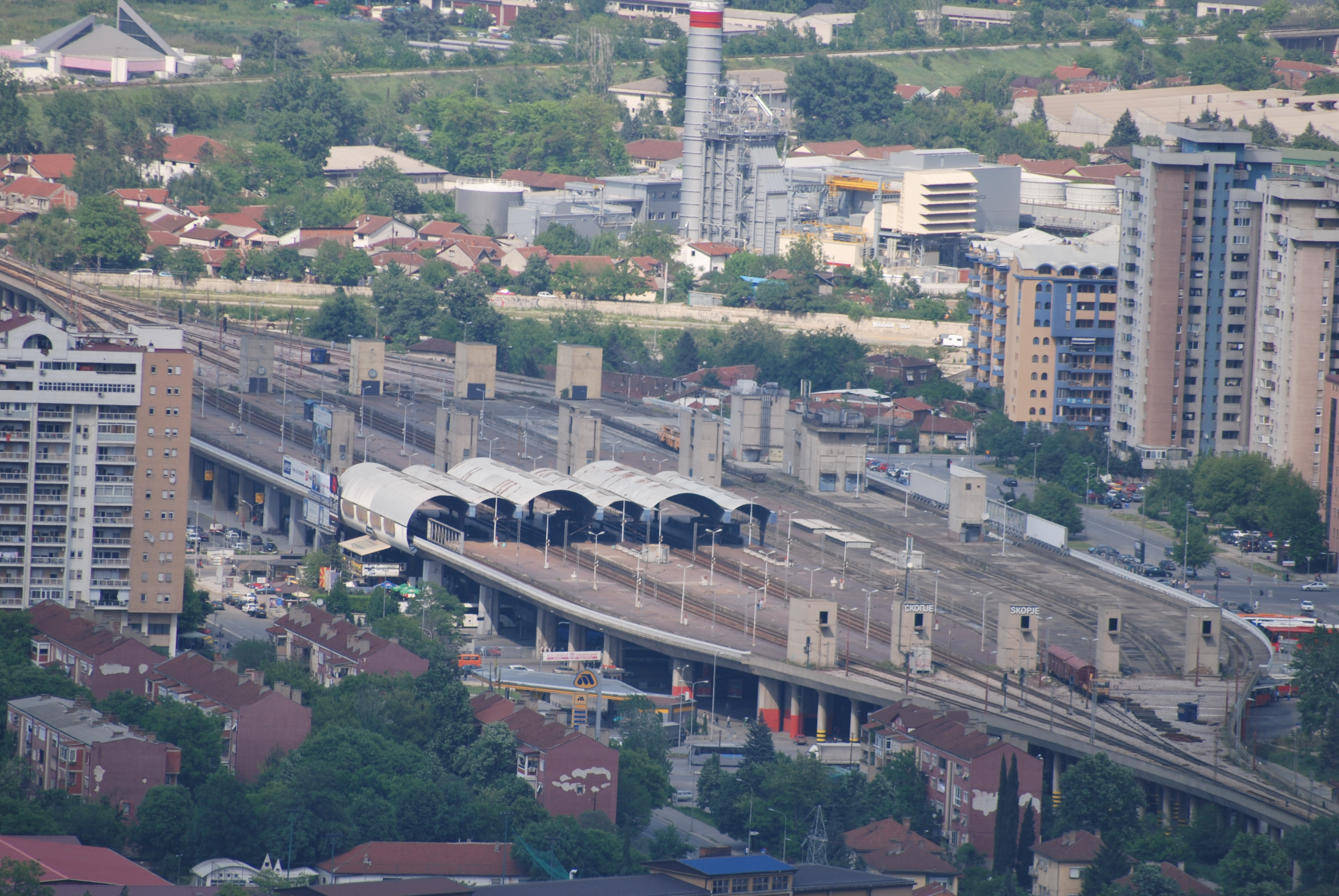
Залізнична станція у Скоп'є
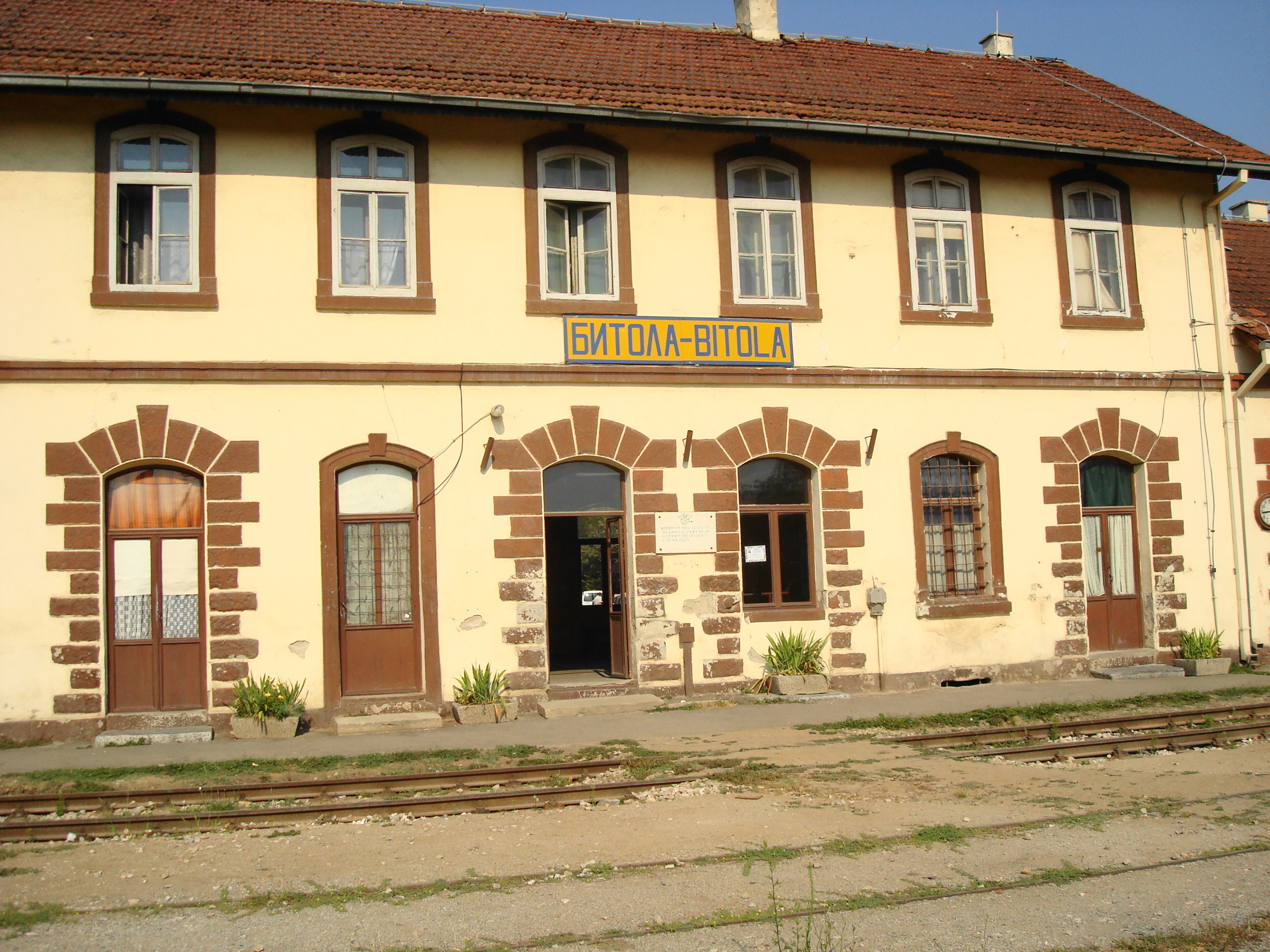
Залізнична станція в Бітолі
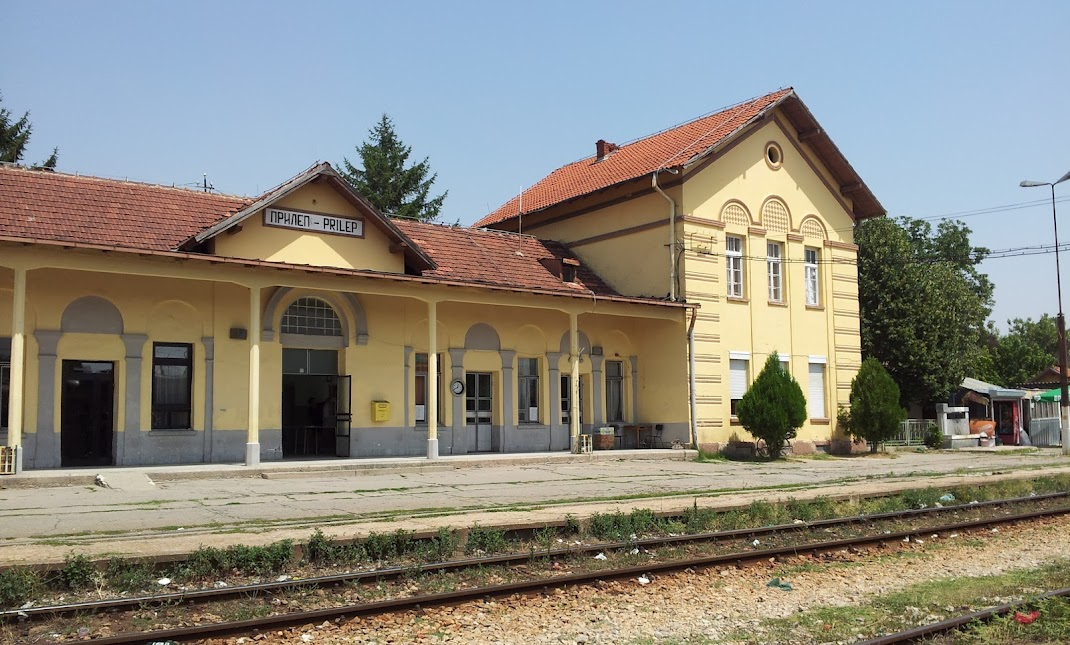
Залізнична станція в Прілепі
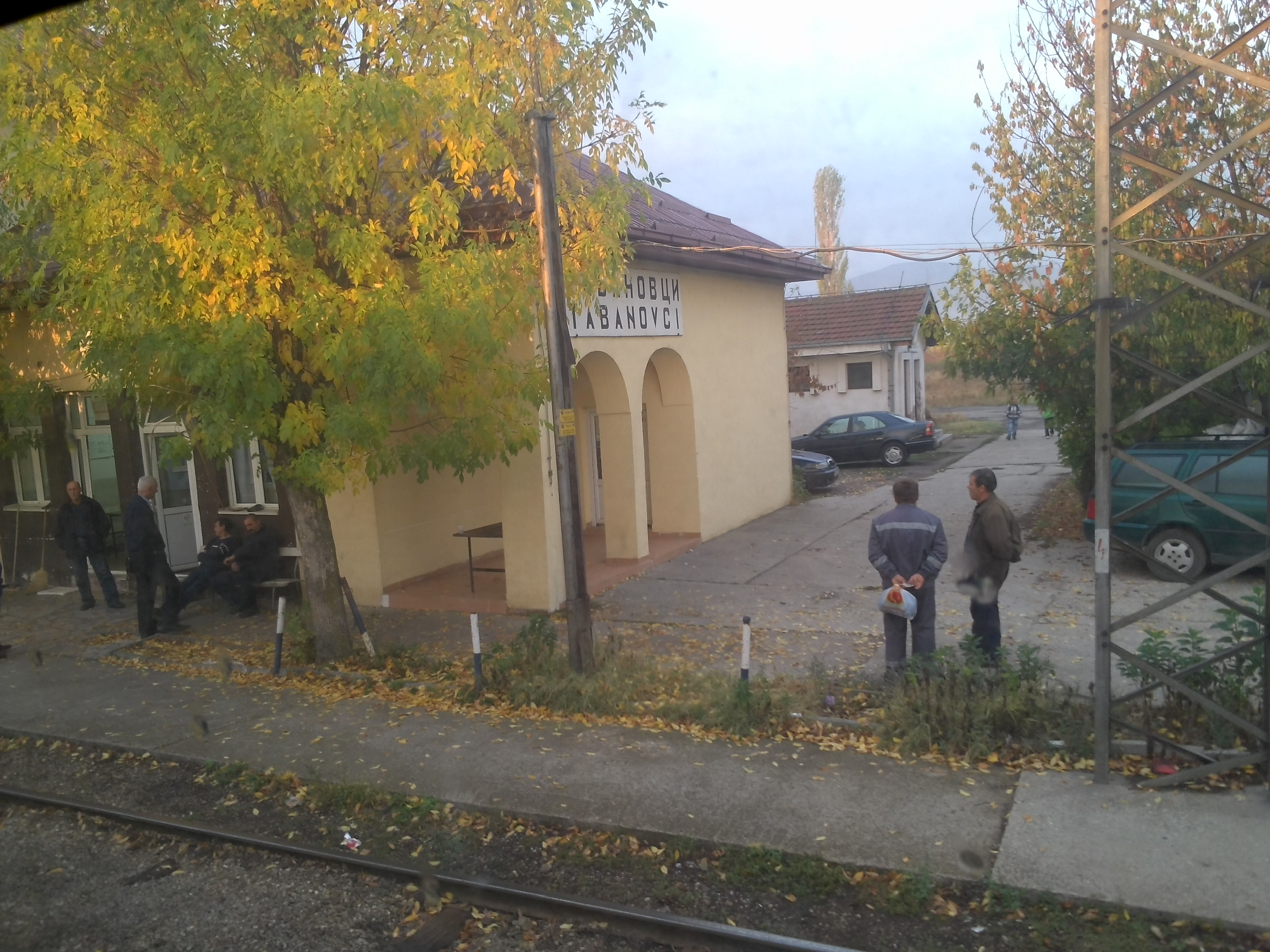
Прикордонна залізнична станція «Табановці» (с. Табановце)
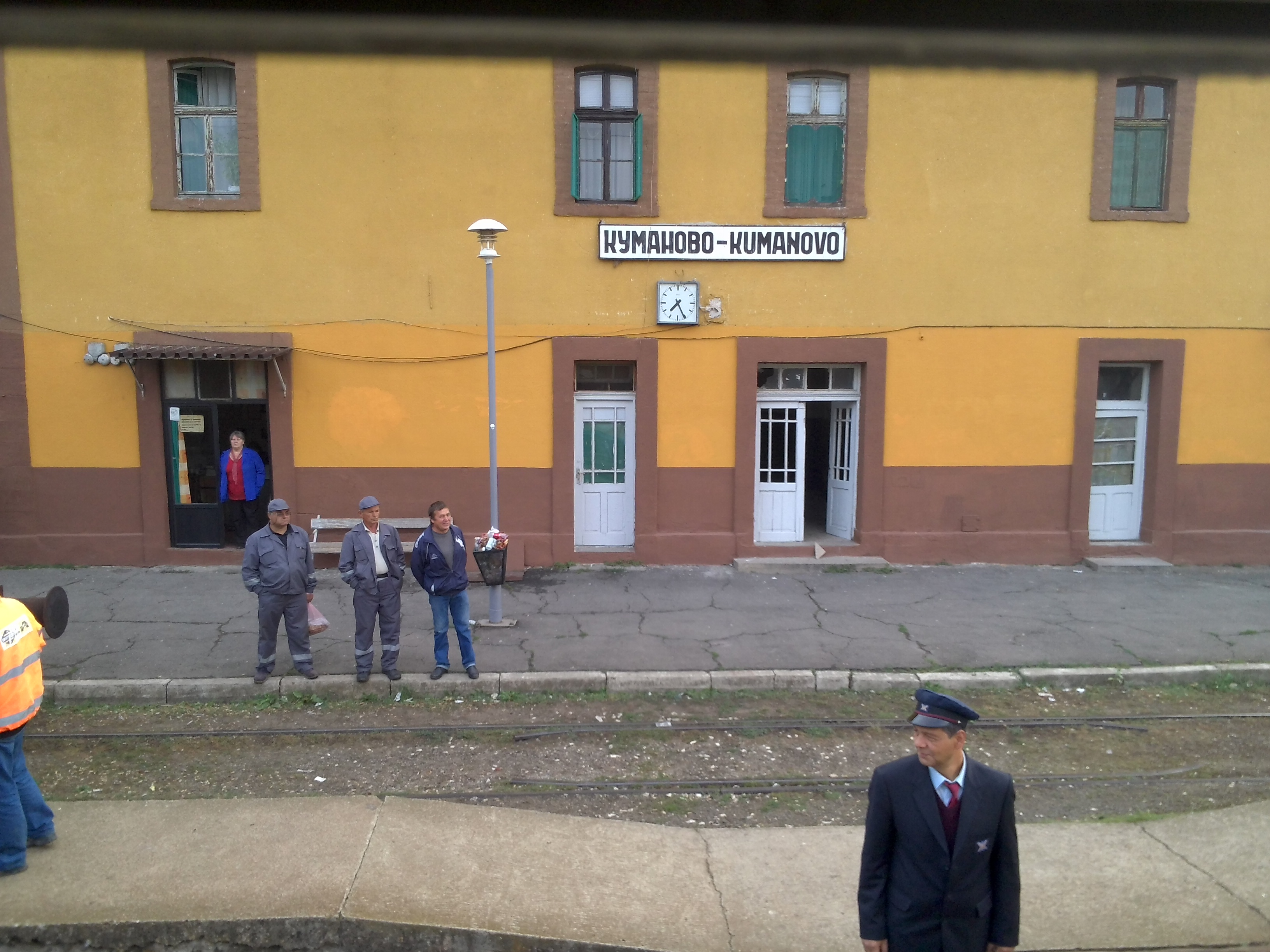
Залізнична станція в Куманово
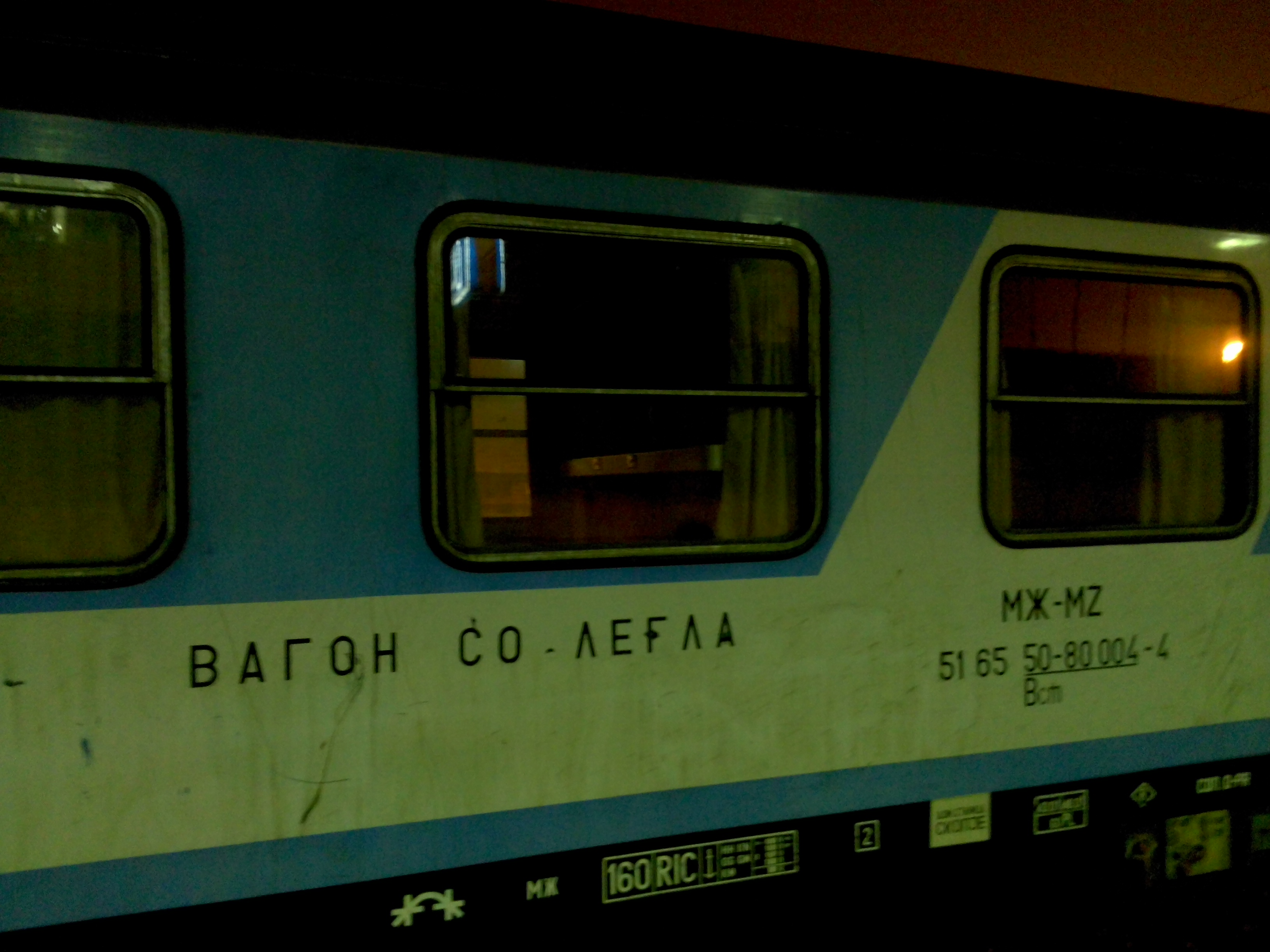
Спальний вагон у складі поїзда Белград-Скоп'є

.